# Verrucaria caesiopsila
Verrucaria caesiopsila är en lavart som beskrevs av Martino Anzi. Verrucaria caesiopsila ingår i släktet Verrucaria, och familjen Verrucariaceae. Enligt den finländska rödlistan är arten otillräckligt studerad i Finland. Arten är reproducerande i Sverige. Artens livsmiljö är kalkstensklippor och kalkbrott, inklusive bar kalkjord.